# Rune Jansson
Rune Jansson (Skinnskatteberg, 1932. május 29. – 2018. november 24.) olimpiai bronzérmes svéd birkózó.

## Pályafutása
Az 1956-os melbourne-i olimpián bronzérmet szerzett. Az 1958-as budapesti világbajnokságon bronzérmes lett.

## Sikerei, díjai
- Olimpiai játékok – kötöttfogás, 79 kg
  - bronzérmes: 1956, Melbourne
- Világbajnokság – kötöttfogás, 87 kg
  - bronzérmes: 1958, Budapest